# Raina Huang
Raina Huang (née en 1994) est une mangeuse sportive américaine et une célébrité sur Internet, connue pour manger de grandes quantités de nourriture malgré sa petite taille.

## Vie personnelle
Raina est d'origine asiatique. En 2019, elle vivait avec ses parents dans la petite ville de Walnut, en Californie.
Avant de se tourner vers l'alimentation compétitive, elle a fréquenté l'UC Riverside, où elle a étudié le commerce. Son père travaille dans les technologies de l'information et elle a une sœur cadette. Elle aime cuisiner des plats élaborés à la maison, affirmant que manger des repas copieux fait partie de son héritage chinois. Elle a également été la première femme chef de Benihana. En dehors de sa présence en ligne, elle aime voyager et faire seule des voyages à travers le pays.
Lorsqu'elle ne mange pas de manière compétitive, elle fait de l'exercice tous les matins (en essayant de maintenir un mode de vie sain), en consommant principalement du riz et des légumes.

## Alimentation sportive
Raina a déclaré que sa petite taille était un avantage lorsqu'elle mange de grandes quantités de nourriture, expliquant qu'un excès de graisse abdominale empêche l'estomac de se dilater. Les compétitions de pho et de ramen sont les plus faciles à réaliser pour elle, en raison de son enfance, affirmant que les aliments asiatiques contiennent beaucoup de légumes. La malbouffe américaine est plus difficile à manger, affirmant qu'elle déteste le beurre.
Elle participe à des défis alimentaires depuis 2017 environ. Elle a eu l'idée après avoir été mise au défi de manger un burrito de quatre livres (environ 1.8 kg). Quant à sa préparation, elle explique qu'elle jeûne et fait de l'exercice avant un défi, souvent sans manger le jour même. En 2022, il a été rapporté qu’elle relevait environ 100 défis alimentaires par an.
Elle publie des vidéos de ses défis alimentaires sur diverses plateformes de médias sociaux, comptant environ 2,9 millions de followers.
En plus des humains, elle a également rivalisé avec les animaux ; par exemple, en 2022, elle participe à un défi pour voir qui pourrait manger le plus de salade : elle-même ou un lapin géant. Huang a remporté facilement le concours, admettant qu'elle mange rarement de la salade en dehors des compétitions.
Ses efforts ont été confrontés à des réactions négatives de la part des entreprises ; elle a été expulsée d'une pizzeria du Colorado en 2019, le propriétaire la soupçonnant d'essayer « d'arnaquer » le restaurant. La vidéo de l’événement a été publiée sur ses réseaux sociaux ; malgré les commentaires négatifs du propriétaire, elle lui laisse ses meilleurs vœux.